# شراري الشخانبة
شراري كساب عبد العزيز الشخانبة (ولد في 1 سبتمبر 1942 في الجديدة – توفي في 4 يونيو 2023 في عمّان) سياسي أردني، شغل عددًا من الحقائب الوزارية الأردنية، وكان عضوًا في مجلس الأعيان الأردني منذ 27 سبتمبر 2020 وحتى 30 أكتوبر 2022.

## نشأته وتحصيله العلمي
ولد شراري كساب عبد العزيز الشخانبة في قرية الجديدة بمحافظة مادبا الأردنية بتاريخ 1 سبتمبر 1942، تلقى تعليمه الابتدائي في مدارس القرية ثم انتقل للعيش في مدينة مادبا حيث واصل تعليمه في مدارسها.
بعد أن أنهى الثانوية العامة؛ التحق بجامعة فلسطين التقنية (خضوري) في مدينة طولكرم الفلسطينية، حيث حصل منها على شهادة الدبلوم في العلوم الزراعية، كما حصل أيضًا بعد سبعة سنوات لاحقة على شهادة البكالوريوس في الحقوق من جامعة بيروت العربية.

## حياته العملية
بعد تخرجه من جامعة فلسطين التقنية (خضوري)؛ عمل شراري الشخانبة لعدة أشهر مرشدًا زراعيًّا في وزارة الزراعة الأردنية، ثم انتقل للعمل في قطاع الإعلام بوزارة الزراعة السعودية لمدة ستة سنوات.
في أوائل السبعينات عاد للأردن وعمل في التلفزيون الأردني، حيث شارك في إعداد وتقديم البرنامج الزراعي مع الإعلامي مازن القبج، ثم انتقل للعمل في برنامج آخر من إعداده وتقديمه. انتقل بعد ذلك للعمل في المنظمة التعاونية الأردنية، ثم عمل مديرًا للجمعية الأردنية لتسويق وإنتاج البيض.
في عام 1982 انتقل للعمل في مؤسسة المدن الصناعية الأردنية حيث عمل فيها مديرًا للعلاقات العامة واستمر فيها حتى عام 1988. اختير مستشارًا للمنظمة التعاونية الأردنية لمدة عامين، ثم ساهم في تأسيس الاتحاد العام للمزارعين الأردنيين وأصبح رئيسًا للاتحاد لمدة دورتين أي لثمانية سنوات.

## مناصبه
- رئيس الاتحاد العام للمزارعين الأردنيين سابقًا لدورتين.[5]
- وزير الزراعة الأردني، في حكومة فيصل الفايز، منذ 24 أكتوبر 2004 وحتى 5 أبريل 2005.[6][7]
- وزير الشؤون البرلمانية الأردني، في حكومة فايز الطراونة الثانية، وذلك منذ تشكيلها في 2 مايو 2012 وحتى استقالتها في 10 أكتوبر 2012.[8][9]
- عضو في مجلس الأعيان الأردني الثامن والعشرين،[10] منذ 27 سبتمبر 2020 وحتى 30 أكتوبر 2022،[3] حيث كان عضوًا في لجان المجلس كلجنة فلسطين، ولجنة الزراعة والمياه، ولجنة الثقافة والشباب والرياضة.[11]

## الأوسمة
مُنح شراري الشخانبة مجموعة من الأوسمة، وهي:
- وسام الاستقلال الأردني.[12]
- وسام الكوكب الأردني.[12]
- وسام الاستحقاق العسكري الأردني.[12]
- وسام استحقاق الأمن القومي من كوريا الجنوبية.[12]
- وسام اليوبيل الفضي العسكري الأردني.[12]
- ميدالية معركة الكرامة الأردنية.[12]
- شارة الخدمة العسكرية الأردنية 67-71.[12]
- شارة تقدير الخدمة المخلصة الأردنية.[12]
- شارة الكفاءة التدريبية الأردنية.[12]
- شارة الكفاءة القيادية الأردنية.[12]
- شارة الكفاءة الإدارية والفنية الأردنية.[12]